# Bracon caulicola
Bracon caulicola är en stekelart som först beskrevs av Charles Joseph Gahan 1922.  Bracon caulicola ingår i släktet Bracon och familjen bracksteklar. Inga underarter finns listade.